# Chuck Jackson
Chuck Jackson (22. července 1937 Latta, Jižní Karolína – 16. února 2023) byl americký zpěvák R & B, skladatel a producent. Byl jedním z prvních umělců, který úspěšně spolupracoval s dvojicí Burt Bacharach a Hal David. Od roku 1961 účinkoval s mírným úspěchem. Mezi jeho hity patří I Don't Want to Cry, Any Day Now, I Keep Forgettin a All Over the World. Jeho duet s Dione Wawrick If I Let Myself Go získal v roce 1986 nominaci na Grammy.
Narodil se v Lattě v Jižní Karolíně a vyrůstal v Pittsburghu v Pensylvánii.

## Diskografie

### Singly
- 1961: I Don't Want To Cry, 36[3]
- 1961: (It Never Happens) In Real Life, 46
- 1961: Mr. Pride, 91
- 1961: I Wake Up Crying, 59
- 1962: Any Day Now, 23
- 1962: I Keep Forgettin, 55
- 1962: Who's Gonna Pick Up the Pieces
- 1962: Getting Ready For the Heartbreak, 88
- 1963: Tell Him I'm Not Home, 42
- 1963: Tears of Joy, 85
- 1963: I Will Never Turn My Back On You
- 1963: Any Other Way, 81
- 1964: Hand It Over, 92
- 1964: Beg Me, 45
- 1964: Somebody New, 93
- 1964: Since I Don't Have You, 47
- 1965: I Need You, 75
- 1965: Something You Got, 55
- 1965: If I Didn't Love You, 46
- 1965: Can't Let You Out of My Sight, 91
- 1965: I Need You So, 98
- 1965: Good Things Come To Those Who Wait
- 1965: I'm Satisfied
- 1967: Hold On I'm Coming, 91
- 1967: Daddy's Home, 91
- 1967: Shame On Me, 76
- 1968: (You Can't Let the Boy Overpower) The Man in You, 94
- 1969: Are You Lonely For Me Baby
- 1969: Honey Come Back, 43
- 1973: I Only Get This Feeling
- 1973: I Can't Break Away
- 1975: I'm Needing You, Wanting You
- 1980: I Wanna Give You Some Love

Singly u Tamla Motown (UK)
- Girls Girls Girls / (You Can't Let the Boy Overpower) The Man in You – 7"
- Honey Come Back / What Am I Gonna Do Without You – 7"

### Alba
- 1962: I Don't Want to Cry!
- 1962: Any Day Now
- 1963: Encore!
- 1964: Chuck Jackson on Tour
- 1965: Mr. Everything
- 1965: Saying Something, mit Maxine Brown
- 1966: A Tribute to Rhythm and Blues
- 1966: A Tribute to Rhythm and Blues, Volume 2
- 1966: Tribute to the King
- 1967: Greatest Hits
- 1967: Hold On, We're Coming, mit Maxine Brown
- 1967: The Early Show, mit Tammi Terrell
- 1968: Chuck Jackson Arrives
- 1969: Goin' Back to Chuck Jackson
- 1970: Teardrops Keep Falling on My Heart
- 1974: Through All Times
- 1975: Needing You, Wanting You
- 1977: The Great Chuck Jackson
- 1980: After You
- 1980: I Wanna Give You Some Love
- 1992: I’ll Take Care of You, mit Cissy Houston
- 1994: Chuck Jackson
- 1994: Encore/Mr. Everything
- 1998: Smooth, Smooth Jackson

## Ocenění
- 1992: Rhythm and Blues Foundation, Pioneer Award
- 2009: Carolina Beach Music Hall of Fame, Joe Pope Pioneer Award